# 臺灣外記
《臺灣外記》，又称《臺灣外紀》《臺灣外誌》，作者是清朝人江日昇，為南明將領之子，以介於史書和章回小說之間的體裁，描述鄭芝龍、鄭成功、鄭經、鄭克塽家族發展的事蹟。由於鄭氏王族的史料稀少，本書雖有小說性質，但內容係江日昇之父口傳，填補了許多史料未載的空白，故成為學術上的重要參考資料。但值得注意的是該書並非嚴謹的正史，江仁傑《解構鄭成功：英雄、神話與形象的歷史》一書便認為該書「與其說是一手的嚴格歷史著作，還不如說是鄭成功『神化』的早期記錄」。

## 濫觴主旨
江日昇之父江美鰲為南明將領，最初隸屬鄭彩麾下，後改歸鄭成功指揮。曾奉鄭彩之令護送唐王朱聿鍵入閩，唐王隨後稱帝，年號隆武。三藩起事時，鄭經攻打廣東惠州，江美鰲出任連平知州，而後降清。江日昇自幼聽聞父親談論鄭氏事蹟，後以「閩人說閩事，以應纂修國史者採擇焉」，寫成此書。
本書記事自明天啟元年鄭芝龍離泉州至澳門（1621年），至清康熙二十二年（1683年）鄭克塽降清，其間六十三年的事蹟。記述了鄭芝龍發跡、扶助南明隆武朝廷，以及鄭成功家族和清朝對抗、和談，最後投降的故事。
葉石濤認為，以明鄭的傳記文獻而言，《臺灣外紀》首尾一貫，頗具價值。張溪南在《明鄭王朝在臺南》一書則認為該書以文學角度來看可說是一部成功的鄭成功家族史小說。

## 書目章卷

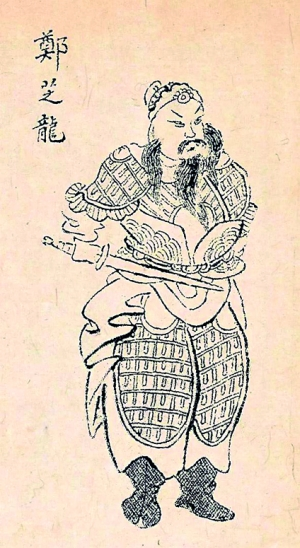
《台湾外记》中的郑芝龙绣像

1. 自序
2. 卷一、江夏侯驚夢保山　顏思齊敗謀日本
3. 卷二、蔡善繼出海招安　盧毓英陸鵝被獲
4. 卷三、往舊鎮芝龍就撫　戰赤湖劉香殞命
5. 卷四、登煤山明祚攸終　定燕都我朝一統
6. 卷五、唐監國福州假號　黃道周南京盡節
7. 卷六、肇慶府桂王僭位　曾厝鞍施郎逃生
8. 卷七、困漳州金礪解圍　逃舟山魯王入海
9. 卷八、國軒合謀歸鄭藩　甘煇用火破仙遊
10. 卷九、獻海澄黃梧歸誠　護國嶺格商被斬
11. 卷十、成功敗積於江南　甘煇死節於崇明
12. 卷十一、何斌獻策取臺灣　黃梧密疏遷五省
13. 卷十二、入緬甸桂王受辱　閱祖訓成功歸天
14. 卷十三、周金斌金廈大戰　陳永華東寧建國
15. 卷十四、施提督兩疏進剿　王巡撫遺疏開界
16. 卷十五、明尚書入閩議撫　范總督抵任上琉
17. 卷十六、下漳州啟泰死難　通海上三藩俱舉
18. 卷十七、黃芳度畏迫詐降　耿精忠見敗修好
19. 卷十八、授南邦之信遇敵　破清漳吳淑獻城
20. 卷十九、平福省范公死節　戰龍江許耀逃竄
21. 卷二十、敗七府國泰執法　入潮州進忠歸正
22. 卷二十一、劉國軒大鬧江東　段應舉被困海澄
23. 卷二十二、國軒率眾圍泉城　啟聖具題復遷界
24. 卷二十三、盛天福克𡒉監國　坂尾寨吳淑喪身
25. 卷二十四、劉國軒單騎救主　陳永華墮計辭權
26. 卷二十五、錫范為婿試克𡒉　啟聖保題請施琅
27. 卷二十六、施提督連疏議勛　姚即院遣使再撫
28. 卷二十七、克塽信讒斂百姓　藍理負傷攻澎湖
29. 卷二十八、江勝邱煇雙盡節　國軒良驥遁臺灣
30. 卷二十九、武平伯力勸納款　寧靜王一門殉烈
31. 卷三十、施將軍議留臺灣　大清國四海太平